# Thế Wenlock
| Hệ/ Kỷ                                | Thống/ Thế | Bậc/ Kỳ                          | Tuổi (Ma) | Tuổi (Ma) |
| ------------------------------------- | ---------- | -------------------------------- | --------- | --------- |
| Devon                                 | Sớm        | Lochkov                          | trẻ hơn   | trẻ hơn   |
| Silur                                 | Pridoli    | không xác định tầng động vật nào | 419.2     | 423.0     |
| Silur                                 | Ludlow     | Ludford                          | 423.0     | 425.6     |
| Silur                                 | Ludlow     | Gorsty                           | 425.6     | 427.4     |
| Silur                                 | Wenlock    | Homer                            | 427.4     | 430.5     |
| Silur                                 | Wenlock    | Sheinwood                        | 430.5     | 433.4     |
| Silur                                 | Llandovery | Telych                           | 433.4     | 438.5     |
| Silur                                 | Llandovery | Aeron                            | 438.5     | 440.8     |
| Silur                                 | Llandovery | Rhuddan                          | 440.8     | 443.8     |
| Ordovic                               | Muộn       | Hirnant                          | già hơn   | già hơn   |
| Phân chia kỷ Silur theo ICS năm 2017. |            |                                  |           |           |

Trong niên đại địa chất, thế Wenlock (từ 428,2 ± 2,3 triệu năm trước (Ma) tới 422,9 ± 2,5 Ma) diễn ra trong kỷ Silur. Thế này diễn ra sau tầng/kỳ Telych của thế Llandovery.
Thế Wenlock được phân chia thành hai tầng là: tầng Sheinwood và tầng Homer.
Thế Wenlock có sự bảo tồn khá tốt các hóa thạch của ít nhất 600 loài động vật tay cuộn (Brachiopoda), cá không hàm thuộc lớp Osteostraci, san hô, bọ ba thùy, trai, động vật hình rêu (Bryozoa) và huệ biển (Crinozoa).

## Khí hậu
Khí hậu trong thế Wenlock được cho là khô.

## Tên gọi
Thế Wenlock được đặt tên theo vách núi Wenlock ở Shropshire, Anh cùng với Much Wenlock. Tên gọi 'Wenlock' có lẽ là sự sửa đổi sai lạc của tên gọi trong tiếng Wales của 'nhà thờ trắng' cho một thị trấn vì nó có một nhà thờ màu trắng, làm từ đá vôi thuộc kỷ Silur. 

## Xuất hiện lần đầu
- Trong thế Wenlock, các thực vật có mạch cổ nhất đã biết thuộc chi Cooksonia đã xuất hiện. Sự phức tạp của các dạng thực vật thuộc đại lục Gondwana còn tương đối trẻ như Barragwanatha chỉ ra rằng thực vật có mạch có lẽ có lịch sử còn dài hơn, có thể là từ đầu kỷ Silur hay thậm chí là từ kỷ Ordovic.
- Cyrtograptus centrifugus xuất hiện.